# 守屋里衣奈
守屋里衣奈（もりや りえな、1975年1月14日 - ）は、兵庫県宝塚市出身の日本のシンガーソングライター。1998年7月17日にシングル「ヒマ」でCONSIPIO RECORDSからデビュー。強烈なハイトーン・ボーカルを持ち味とする。

## ディスコグラフィ

### シングル
- ヒマ/SPEAKER（1998年7月17日）
  - 両曲　作詞：NOKKO　作曲：川村結花　編曲：高橋幸宏
- 地図がない/ノアズ・アーク～はこぶね（1998年10月21日）
  - 作詞・作曲・編曲：高野寛/作詞：森雪之丞・高橋幸宏　作曲・編曲：高橋幸宏
- 花・月・人/遠いそらいろ（1999年4月21日）
  - 作詞：のっこ　作曲：筒美京平　編曲：高橋幸宏/作詞：戸沢暢美　作曲：鈴木博文　編曲：高橋幸宏
- Skin Colored Sky（1999年10月20日）

### アルバム
- 弾丸と花（2002年10月2日）